# Lac Dana (Eeyou Istchee Baie-James)
Pour les articles homonymes, voir Dana.
Le lac Dana est un plan d'eau douce du territoire de Eeyou Istchee Baie-James (municipalité), dans la région administrative du Nord-du-Québec, dans la province de Québec, au Canada.
Le bassin versant du lac Dana est accessible grâce à la route forestière menant au Nord en provenance de Matagami et passant 13,4 km à l’Ouest du lac. La surface du lac est habituellement gelée du début novembre à la mi-mai, toutefois la circulation sécuritaire sur la glace se fait généralement de la mi-novembre à la mi-avril.

## Géographie
Ce lac comporte une longueur de 37,5 km comportant deux parties, une largeur maximale de 7,5 km dans la partie Sud et une altitude de 241 m. La pointe Kapunamisi s’avance vers le Nord-Est sur 6,4 km, séparant ainsi le lac en deux parties.
La partie Nord épouse la forme d’un croissant et comporte une longueur navigable de 60 km incluant la baie de la rivière Utamikaneu. Elle reçoit du côté Ouest les eaux de la rivière Utamikaneu et du côté Nord la décharge du Lac Du Tast (Eeyou Istchee Baie-James). La partie Nord du lac comporte la presqu’île Wapushunikw, la pointe Kaupakameyach et la pointe Chipikamikw.
La partie Sud (longueur : 12,7 km) du lac reçoit les eaux de la rivière Pauschikushish Ewiwach, de la rivière Enistustikweyach et de la rivière Upaunan. Ces deux dernières rivières se déversent dans la baie Kapichiwashahach. La colline Mitapeschikaw est située à l’Ouest de la partie Sud du lac et la colline Epaschipich à l’Est.
Le lac Dana comporte de nombreuses baies et presqu’îles. Les deux parties du lac sont interconnectés par un détroit d’une longueur de 3,8 km et dont la largeur varie entre 0,3 km et 0,5 km. Le secteur autour du lac Dana comporte de nombreux marais.
L’embouchure du lac Dana est directement connectée par un court détroit au lac Evans, désigné « Passe Pastukamau » qui la relie à la baie Ouest du lac Evans. Cette embouchure est localisée au fond d’une baie au nord-ouest à :
- 26,0 km au sud-ouest de l’embouchure du lac Evans ;
- 9,7 km au sud-ouest de l’île Kirk, située sur le lac Evans ;
- 126,5 km à l’est de l’embouchure de la rivière Broadback (confluence avec la Baie James) ;
- 133,6 km au nord du centre-ville de Matagami[1].

Les principaux bassins versants voisins du lac Dana sont :
- côté Nord : rivière Broadback, rivière Rupert ;
- côté Est : lac Evans, rivière Broadback ;
- côté Sud : rivière Muskiki, rivière Chabinoche, rivière Enistustikweyach ;
- côté Ouest : lac Rodayer, lac Desorsons, rivière Nottaway.

## Toponymie
Le toponyme "lac Dana" a été officialisé le 5 décembre 1968 par la Commission de toponymie du Québec lors de sa création.